# 11896 Camelbeeck
11896 Camelbeeck là một tiểu hành tinh vành đai chính với cận điểm quỹ đạo là 1.9836232 AU. Nó có độ lệch tâm là 0.1640485 và chu kỳ quỹ đạo là 1363.6141533 ngày (3.73 năm).
Caesar có vận tốc quỹ đạo trung bình là 19.19899816 km/s và a tilt of 1.99701°.
Nó được phát hiện ngày 8 tháng 4 năm 1991 bởi Eric Walter Elst.
Thlà mộtsteroid was named after Thierry Camelbeeck, a seismologist.